# Basmenj
Bāsmenj (farsi باسمنج) è una città della circoscrizione Centrale dello shahrestān di Tabriz, nell'Azarbaijan orientale. 